# لا مانتي
لا مانتي هو مسلسل قصير إثارة فرنسي، المسلسل من بطولة كارول بوكيه، فريد تيستوت، جاك ويبر. صدر لأول مرة على نتفليكس في 30 ديسمبر 2017 بعد بثه على TF1 في سبتمبر 2017. وتم إصداره على نتفليكس فرنسا في 13 أكتوبر 2017.

## ملخص
تقرر القاتلة المتسلسلة "لا مانتي" التعاون مع الشرطة بعد ظهور فجأة سلسلة من جرائم القتل تقلد أسلوبها.

## روابط خارجية
لا مانتي على موقع IMDb (الإنجليزية)
- لا مانتي على موقع روتن توميتوز (الإنجليزية)
- لا مانتي على موقع نتفليكس (الإنجليزية)
- لا مانتي على موقع فيلمافينيتي (الإسبانية)
- لا مانتي على موقع كينوبويسك (الروسية)
- لا مانتي على موقع ألو سيني (الفرنسية)
- لا مانتي على موقع قاعدة بيانات الفيلم (الإنجليزية)